# Cranfield Point
Cranfield Point är en udde i Storbritannien.   Den ligger i distriktet Newry, Mourne and Down och riksdelen Nordirland, i den västra delen av landet, 500 km nordväst om huvudstaden London.
Terrängen inåt land är varierad. Havet är nära Cranfield Point söderut.  Närmaste större samhälle är Kilkeel, 6,5 km nordost om Cranfield Point. 